# Бистра (Хърватия)
Бистра (на хърватски: Bistra) е община в Загребска жупания, Хърватия. Според преброяването от 2011 г. има 6632 жители, 97% от които са хървати.